# Universiteit van Papoea-Nieuw-Guinea
De Universiteit van Papoea-Nieuw-Guinea (UPNG, Engels: University of Papua New Guinea) is een universiteit in Papoea-Nieuw-Guinea, gevestigd in de hoofdstad Port Moresby en opgericht in 1965. Er zitten ruim 15.000 studenten op deze universiteit.

## Bekende alumni
- Jean Bedford, Australisch schrijfster
- Vincent Eri, Papoea-Nieuw-Guinees politicus
- Frank Kabui, Salomonseilands politicus
- John Kasaipwalova, Papoea-Nieuw-Guinees schrijver
- Gordon Darcy Lilo, Salomonseilands politicus
- Herman Mandui, Papoea-Nieuw-Guinees archeoloog
- Chronox Manek, Papoea-Nieuw-Guinees ombudsman
- Kalkot Mataskelekele, Vanuatuaans politicus
- Benjamin Mul, Papoea-Nieuw-Guinees politicus
- Rabbie Namaliu, Papoea-Nieuw-Guinees politicus
- Hank Nelson, Australisch historicus
- Tom Olga, Papoea-Nieuw-Guinees politicus
- Bartholomew Ulufa'alu, Salomonseilands politicus
- Peter Waieng, Papoea-Nieuw-Guinees politicus
- Anton Yagama, Papoea-Nieuw-Guinees politicus